# San Pablo de las Salinas
San Pablo de las Salinas er den næststørste by i den mexikanske kommune Tultitlán i delstaten Estado de México. Kun Buenavista har en større befolkning i denne kommune. San Pablo de las Salinas er en del af ZMCM og er beliggende lige nord for Mexicos Føderale Distrikt. Folketællinger fra 2005 viser at der bor 160.432 i dette byområde.
19°39′56″N 99°05′30″V / 19.6656°N 99.0917°V